# Таларн
Тала́рн (кат. Talarn) - муніципалітет, розташований в Автономній області Каталонія, в Іспанії. Знаходиться у районі (кумарці) Паляс-Жуса провінції Лєйда, згідно з новою адміністративною реформою перебуватиме у складі Баґарії (округи) Ал Пірінеу і Аран.

## Населення
Населення міста (у 2007 р.) становить 382 особи (з них менше 14 років - 13,4%, від 15 до 64 - 63,6%, понад 65 років - 23%). У 2006 р. народжуваність склала 6 осіб, смертність - 5 осіб, зареєстровано 0 шлюбів. У 2001 р. активне населення становило 154 особи, з них безробітних - 7 осіб.

Серед осіб, які проживали на території міста у 2001 р., 278 народилися в Каталонії (з них 184 особи у тому самому районі, або кумарці), 50 осіб приїхало з інших областей Іспанії, а 8 осіб приїхало з-за кордону. 

Університетську освіту має 14,2% усього населення. 

У 2001 р. нараховувалося 134 домогосподарства (з них 33,6% складалися з однієї особи, 25,4% з двох осіб,15,7% з 3 осіб, 12,7% з 4 осіб, 8,2% з 5 осіб, 3,7% з 6 осіб, 0,7% з 7 осіб, 0% з 8 осіб і 0% з 9 і більше осіб).

Активне населення міста у 2001 р. працювало у таких сферах діяльності : у сільському господарстві - 14,3%, у промисловості - 8,2%, на будівництві - 13,6% і у сфері обслуговування - 63,9%. 

 У муніципалітеті або у власному районі (кумарці) працює 206 осіб, поза районом - 92 особи.

### Безробіття
У 2007 р. нараховувалося 7 безробітних (у 2006 р. - 9 безробітних), з них чоловіки становили 57,1%, а жінки - 42,9%.

## Економіка

### Підприємства міста

#### Промислові підприємства
| \| Промислові підприємства міста, за сферою діяльності \| Промислові підприємства міста, за сферою діяльності \| Промислові підприємства міста, за сферою діяльності \| \| Рік \| 2002 р. \| 2001 р. \| \| --------------------------------------------------- \| --------------------------------------------------- \| --------------------------------------------------- \| \| Енергетичні та водні ресурси \| 28,6% \| 28,6% \| \| Хімія та метали \| 0% \| 0% \| \| Переробка металів \| 14,3% \| 14,3% \| \| Продукти харчування \| 0% \| 0% \| \| Текстиль \| 14,3% \| 14,3% \| \| Виробництво меблів, видання \| 28,6% \| 28,6% \| \| Інше \| 14,3% \| 14,3% \| \| Усього підприємств \| 7 \| 7 \| |         |         |
| Промислові підприємства міста, за сферою діяльності |         |         |
| Рік | 2002 р. | 2001 р. |
| Енергетичні та водні ресурси | 28,6%   | 28,6%   |
| Хімія та метали | 0%      | 0%      |
| Переробка металів | 14,3%   | 14,3%   |
| Продукти харчування | 0%      | 0%      |
| Текстиль | 14,3%   | 14,3%   |
| Виробництво меблів, видання | 28,6%   | 28,6%   |
| Інше | 14,3%   | 14,3%   |
| Усього підприємств | 7       | 7       |

#### Роздрібна торгівля
| \| Підприємства роздрібної торгівлі міста, за сферою діяльності \| Підприємства роздрібної торгівлі міста, за сферою діяльності \| Підприємства роздрібної торгівлі міста, за сферою діяльності \| \| Рік \| 2002 р. \| 2001 р. \| \| ------------------------------------------------------------ \| ------------------------------------------------------------ \| ------------------------------------------------------------ \| \| Продукти харчування \| 50% \| 50% \| \| Одяг та взуття \| 0% \| 0% \| \| Товари для дому \| 0% \| 0% \| \| Книги та періодичні видання \| 0% \| 0% \| \| Промислова хімічна продукція \| 50% \| 50% \| \| Продукція, пов'язана з транспортними засобами \| 0% \| 0% \| \| Інше \| 0% \| 0% \| \| Усього підприємств \| 6 \| 6 \| |         |         |
| Підприємства роздрібної торгівлі міста, за сферою діяльності |         |         |
| Рік | 2002 р. | 2001 р. |
| Продукти харчування | 50%     | 50%     |
| Одяг та взуття | 0%      | 0%      |
| Товари для дому | 0%      | 0%      |
| Книги та періодичні видання | 0%      | 0%      |
| Промислова хімічна продукція | 50%     | 50%     |
| Продукція, пов'язана з транспортними засобами | 0%      | 0%      |
| Інше | 0%      | 0%      |
| Усього підприємств | 6       | 6       |

#### Сфера послуг
| \| Підприємства міста, що працюють у сфері послуг, за діяльністю \| Підприємства міста, що працюють у сфері послуг, за діяльністю \| Підприємства міста, що працюють у сфері послуг, за діяльністю \| \| Рік \| 2002 р. \| 2001 р. \| \| ------------------------------------------------------------- \| ------------------------------------------------------------- \| ------------------------------------------------------------- \| \| Гуртова торгівля \| 5,3% \| 5% \| \| Готелі та готельний бізнес \| 47,4% \| 55% \| \| Транспорт та зв'язок \| 21,1% \| 20% \| \| Посередницькі фінансові послуги \| 0% \| 0% \| \| Послуги підприємствам \| 0% \| 0% \| \| Послуги фізичним особам \| 15,8% \| 15% \| \| Нерухомість та ін. \| 10,5% \| 5% \| \| Усього підприємств \| 19 \| 20 \| |         |         |
| Підприємства міста, що працюють у сфері послуг, за діяльністю |         |         |
| Рік | 2002 р. | 2001 р. |
| Гуртова торгівля | 5,3%    | 5%      |
| Готелі та готельний бізнес | 47,4%   | 55%     |
| Транспорт та зв'язок | 21,1%   | 20%     |
| Посередницькі фінансові послуги | 0%      | 0%      |
| Послуги підприємствам | 0%      | 0%      |
| Послуги фізичним особам | 15,8%   | 15%     |
| Нерухомість та ін. | 10,5%   | 5%      |
| Усього підприємств | 19      | 20      |

## Житловий фонд
У 2001 р. 4,5% усіх родин (домогосподарств) мали житло метражем до 59 м², 26,1% - від 60 до 89 м², 35,8% - від 90 до 119 м² і
33,6% - понад 120 м².

З усіх будівель у 2001 р. 25,9% було одноповерховими, 34,7% - двоповерховими, 37
% - триповерховими, 2,3% - чотириповерховими, 0% - п'ятиповерховими, 0% - шестиповерховими,
0% - семиповерховими, 0% - з вісьмома та більше поверхами.

## Автопарк
| \| Автомобілі, зареєстровані у місті, за призначенням \| Автомобілі, зареєстровані у місті, за призначенням \| Автомобілі, зареєстровані у місті, за призначенням \| \| Рік \| 2006 р. \| 2005 р. \| \| -------------------------------------------------- \| -------------------------------------------------- \| -------------------------------------------------- \| \| Приватні автомобілі \| 61,1% \| 59,9% \| \| Мотоцикли \| 5,1% \| 4,9% \| \| Вантажівки \| 25,4% \| 26,6% \| \| Трактори \| 1,1% \| 1,2% \| \| Автобуси та ін. \| 7,1% \| 7,3% \| \| Усього автомобілів \| 350 шт. \| 327 шт. \| |         |         |
| Автомобілі, зареєстровані у місті, за призначенням |         |         |
| Рік | 2006 р. | 2005 р. |
| Приватні автомобілі | 61,1%   | 59,9%   |
| Мотоцикли | 5,1%    | 4,9%    |
| Вантажівки | 25,4%   | 26,6%   |
| Трактори | 1,1%    | 1,2%    |
| Автобуси та ін. | 7,1%    | 7,3%    |
| Усього автомобілів | 350 шт. | 327 шт. |

## Вживання каталанської мови
У 2001 р. каталанську мову у місті розуміли 98,5% усього населення (у 1996 р. - 98,1%), вміли говорити нею 90,9% (у 1996 р. - 
88,9%), вміли читати 85,8% (у 1996 р. - 78,3%), вміли писати 53,9
% (у 1996 р. - 41,8%). Не розуміли каталанської мови 1,5%.

## Політичні уподобання
У виборах до Парламенту Каталонії у 2006 р. взяло участь 195 осіб (у 2003 р. - 206 осіб). Голоси за політичні сили розподілилися таким чином:
| \| Вибори до Парламенту Каталонії \| Вибори до Парламенту Каталонії \| Вибори до Парламенту Каталонії \| \| Рік \| 2006 р. \| 2003 р. \| \| -------------------------------------- \| ------------------------------ \| ------------------------------ \| \| Конвергенція та Єднання (CiU) \| 39,5% \| 44,7% \| \| Соціалістична партія Каталонії (PSC) \| 23,6% \| 25,7% \| \| Народна партія (PP) \| 5,1% \| 5,8% \| \| Ініціатива за зелену Каталонію (IC) \| 12,3% \| 6,3% \| \| Республіканська лівиця Каталонії (ERC) \| 16,4% \| 15,5% \| \| Громадянська партія (C's) \| 0% \| 0% \| \| Інші \| 3,1% \| 1,9% \| |         |         |
| Вибори до Парламенту Каталонії |         |         |
| Рік | 2006 р. | 2003 р. |
| Конвергенція та Єднання (CiU) | 39,5%   | 44,7%   |
| Соціалістична партія Каталонії (PSC) | 23,6%   | 25,7%   |
| Народна партія (PP) | 5,1%    | 5,8%    |
| Ініціатива за зелену Каталонію (IC) | 12,3%   | 6,3%    |
| Республіканська лівиця Каталонії (ERC) | 16,4%   | 15,5%   |
| Громадянська партія (C's) | 0%      | 0%      |
| Інші | 3,1%    | 1,9%    |

У муніципальних виборах у 2007 р. взяло участь 231 особа (у 2003 р. - 253 особи). Голоси за політичні сили розподілилися таким чином:
| \| Муніципальні вибори \| Муніципальні вибори \| Муніципальні вибори \| \| Рік \| 2007 р. \| 2003 р. \| \| -------------------------------------- \| ------------------- \| ------------------- \| \| Конвергенція та Єднання (CiU) \| 51,1% \| 32,4% \| \| Соціалістична партія Каталонії (PSC) \| 24,2% \| 33,6% \| \| Народна партія (PP) \| 0% \| 0% \| \| Ініціатива за зелену Каталонію (IC) \| 0% \| 0% \| \| Республіканська лівиця Каталонії (ERC) \| 24,7% \| 34% \| \| Громадянська партія (C's) \| 0% \| 0% \| \| Інші \| 0% \| 0% \| |         |         |
| Муніципальні вибори |         |         |
| Рік | 2007 р. | 2003 р. |
| Конвергенція та Єднання (CiU) | 51,1%   | 32,4%   |
| Соціалістична партія Каталонії (PSC) | 24,2%   | 33,6%   |
| Народна партія (PP) | 0%      | 0%      |
| Ініціатива за зелену Каталонію (IC) | 0%      | 0%      |
| Республіканська лівиця Каталонії (ERC) | 24,7%   | 34%     |
| Громадянська партія (C's) | 0%      | 0%      |
| Інші | 0%      | 0%      |